# Mahmud Haschemi Schahrudi

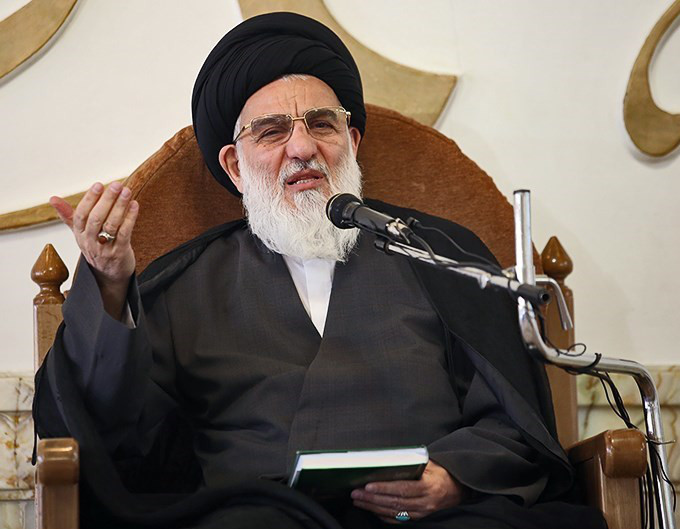
Mahmud Haschemi Schahrudi, 2015

Mahmud Haschemi Schahrudi (persisch محمود هاشمی شاهرودی; * 15. August 1948 in Nadschaf; † 24. Dezember 2018 in Teheran, Iran)
war ein iranischer Politiker, Ajatollah und vom 14. August 1999 bis zum 15. August 2009 Oberster Richter und damit Vorsitzender der Justiz der Islamischen Republik Iran.
Der Iraker Schahrudi, der nach der Iranischen Revolution 1979 nach Iran übergesiedelt und mit der Tochter des Großajatollah Mohammed Schahrudi verheiratet war, galt als Vertrauter des Revolutionsführers.

## Positionen
Haschemi Schahrudi erregte 2002 Aufsehen, als er erklärte, er habe 1999 bei seinem Amtsantritt „eine Ruine“ übernommen. Weiterhin tadelte er die iranische Justiz und forderte die Abschaffung der Untersuchungshaft:

„Nach islamischem Recht dürften Menschen, die unter Mordverdacht stehen, höchstens sechs Tage in Untersuchungshaft behalten werden. Doch in unseren Gefängnissen gibt es Menschen, die zwei bis drei Jahre in der Untersuchungshaft bleiben.“

Gegenüber dem EU-Kommissar für Außenbeziehungen, Chris Patten, erklärte er im Februar 2003, dass die sogenannte Islamische Republik künftig auf die Todesstrafe durch Steinigung verzichten werde. Die Europäische Union hatte diesen Schritt seit langem gefordert.

## Entscheidungen
Im Fall von Atefah Sahaaleh im Jahr 2004 wies er die Berufung der Angeklagten ebenso zurück, woraufhin diese unverzüglich schuldlos hingerichtet wurde. Grund für die Berufung waren unter anderem offensichtliche Verfahrensmängel wie die Verschleierung der Minderjährigkeit der Angeklagten.
Im Fall von Makwan Moloudzadeh, dessen Hinrichtung am 4. Dezember 2007 vollzogen wurde und der zum Zeitpunkt der ihm vorgeworfenen Tat 13 Jahre alt war, wurde ein Hinrichtungsaufschub durch Schahrudi von einem Gericht mit der Begründung zurückgewiesen, dass das Gericht keinen Fehler in der Prozessführung oder am Todesurteil entdecken könne. Der Fall erregte internationale Aufmerksamkeit, weil der Iran mit der Vollziehung der Hinrichtung gegen internationale Abkommen und die UN-Kinderrechtskonventionen verstieß, welche die Hinrichtung von zum Tatzeitpunkt Minderjähriger verbietet. Der Iran hat diese Abkommen und Konventionen unterschrieben. Allein im Jahr 2007, in der Amtszeit Schahrudis, wurden in Iran mindestens fünf Personen hingerichtet, die zur vorgeblichen Tatzeit minderjährig waren.
Die Hochkommissarin für Menschenrechte der Vereinten Nationen, Louise Arbour, erinnerte die iranische Regierung daran, dass die Islamische Republik die internationale Kinderrechtskonvention unterschrieben habe. Amnesty International forderte Schahrudi einen Tag nach der Exekution von Moloudzadeh auf, die Methoden der Prozessführung zu überprüfen, welche zum Tod von Moloudzadeh geführt haben und dafür zu sorgen, dass der Iran internationale Verträge einhält.
Im Fall von Delara Darabi bat Schahrudi das Berufungsgericht in Rascht nochmals um eine erneute Überprüfung. Über den von Schahrudi am 19. April 2009 erlassenen zweimonatigen Strafaufschub – um den Angehörigen des Opfers, nach islamischem Recht, die Möglichkeit der Zustimmung zur Aussetzung zur Todesstrafe zu geben (siehe Diya) – setzten sich die örtlichen Autoritäten hinweg.

## Behandlung in Hannover
Anfang Januar 2018 ließ Mahmud Haschemi Schahrudi sich am International Neuroscience Institute in Hannover medizinisch behandeln, dabei protestierten etwa 200 Auslands-Iraner vor dem Klinikgebäude gegen ihn. Sein mutmaßlicher Leibwächter erschien am Eingang, um die Teilnehmer der friedlichen Demonstration zu fotografieren und zu filmen. Schahrudi hatte vom Auswärtigen Amt ein Visum für 30 Tage erhalten. Nach Abschluss der Behandlung in Hannover wurde er unter Polizeischutz in einer Wagenkolonne zum Flughafen Hamburg begleitet.